# 东虢国
东虢国，为西周初期的重要诸侯国。

## 历史
周武王灭亡商朝后，周文王的两个弟弟，就是周武王的两个叔叔，都被封为虢国国君。其中虢叔被封在雍地，称作西虢，虢仲被封在制地（今河南荥阳），被称作东虢。这两个国家起着周王室东西两面屏障的作用。
公元前767年，东虢被郑国灭亡。

## 東虢君主
- 虢仲
- 虢惠叔大林，見《虢叔旅鐘》
- 虢叔旅，虢惠叔之子，見《虢叔旅鐘》